# Albert Edward Murray
Albert Edward Murray, född 1935, är en amerikansk botaniker och professor specialiserad på Lönnsläktet.
Auktorsnamnet A.E.Murray kan användas för Albert Edward Murray i samband med ett vetenskapligt namn inom botaniken; se Wikipediaartiklar som länkar till auktorsnamnet.